# 朱家安
朱家安（1987年2月20日—），台灣宜蘭人，「簡單哲學實驗室」創辦人，長年經營部落格「哲學哲學雞蛋糕」，致力於哲學普及化的工作。國立中正大學哲學研究所碩士、博士班肄業，研究專長為自由意志。
曾任華梵大學哲學系兼任講師，現為自由工作者、沃草「公民學院」主編。

## 經歷
朱家安在就讀宜蘭高中高二時受到馬丁·柯亨《101個有趣的哲學問題》一書的啟蒙後，選擇就讀哲學系。大二時，與幾個朋友和仰山文教基金會合辦人文營，第一次開辦哲學講座。2006至2008年，在台灣深藍學生聯合論壇開設哲學版並擔任版主。2007年創立「哲學哲學雞蛋糕」。2011年以碩士論文《操弄論證及其回應：一個相容論者的新方案》取得哲學碩士學位，同年繼續攻讀博士班。2012年擔任彰化高中福田邏輯思考社社團老師。2012至13年，擔任羅東高中哲學思辨社社團老師。2012年創立「簡單哲學實驗室」。
朱家安鑽研英美分析哲學，行文強調簡潔清晰，盡量不用專業術語，甚至捨棄修辭。為了推廣哲學，他最常使用的方法是製造「可操作的情境」，利用與大家切身相關的事件，帶領大家進入理解的過程。
2015年5月起，朱家安與Taiwan Bar Studio合作，每月20日在YouTube頻道發布「哲學哲學雞蛋糕」影片，探討哲學、思考等相關議題。

## 著作
- 《哲學哲學雞蛋糕：給動腦偏執狂的娛樂零嘴》（台北：紅桌文化，2013/11；簡體版，北京：人民郵電出版社，2015）
- 《護家盟不萌？》（桃園：逗點文創結社，2016/7）
- 《國文開外掛：自從看了這本課本以後……》 第五課‧〈師說〉的推論練習 （台北：奇異果文創，2018/2）
- 《画哲學：三十個哲學家和他們腦子裡的怪奇東西》繪者：夏紹智（桃園：逗點文創結社，2018/7）
- 朱家安、朱宥勳：《作文超進化》（台北：奇異果文創，2019年）
- 廖之韻主編，朱家安等著：《性別平等議題多元選讀本》（台北：奇異果文創，2019年）
- 朱家安主編，沃草烙哲學作者群著：《思辨決定你的未來：沃草烙哲學讓你腦洞大開的25個思想實驗》（台北：圓神出版事業機構究竟出版社，2019）
- 《在玩哲學》(作者:朱家安、總編輯:陳夏民、責任編輯:陳建安、封面內頁與圖表設計:林峰毅、插畫:阿諾、出版:逗點文創結社)

## 外部連結
- 朱家安在facebook的專頁 （页面存档备份，存于）
- 哲學哲學雞蛋糕 （页面存档备份，存于）
- 哲學哲學雞蛋糕在facebook的專頁 （页面存档备份，存于）
- 簡單哲學作業簿 （页面存档备份，存于）
- 簡單哲學實驗室在facebook的專頁
- UDN 鳴人堂 / 朱家安專欄 （页面存档备份，存于）
- PanSci泛科學 / 朱家安專欄 （页面存档备份，存于）
- 方格子/朱家安專欄 （页面存档备份，存于）